# Messela
Messela är ett distrikt i Etiopien. Det ligger i den centrala delen av landet, 260 km öster om huvudstaden Addis Abeba.